# Chorizanthe rigida
Chorizanthe rigida là một loài thực vật có hoa trong họ Rau răm. Loài này được (Torr.) Torr. & A.Gray mô tả khoa học đầu tiên năm 1870.